# Сушки (Хмельницький район)
Су́шки — село в Україні, у Щиборівській сільській громаді Хмельницького району Хмельницької області. Населення становить 93 особи.

## Історія
У 1906 році село Красилівської волості Старокостянтинівського повіту Волинської губернії. Відстань від повітового міста 32 верст, від волості 10. Дворів 38, мешканців 250.
Колишній орган місцевого самоврядування — Михайлівецька сільська рада.

## Населення

### Мова
Розподіл населення за рідною мовою за даними перепису 2001 року:
| Мова       | Кількість | Відсоток |
| ---------- | --------- | -------- |
| українська | 92        | 98.93 %  |
| російська  | 1         | 1.07 %   |
| Усього     | 93        | 100 %    |